# Duomyia uptoni
Duomyia uptoni är en tvåvingeart som beskrevs av Mcalpine 1973. Duomyia uptoni ingår i släktet Duomyia och familjen bredmunsflugor. Inga underarter finns listade i Catalogue of Life.